# Игнатьев, Николай Петрович
Николай Петрович Игнатьев (16 декабря 1917, Горы, Петроградская губерния — 4 августа 1994, Санкт-Петербург) — полковник Советской Армии, участник Великой Отечественной войны, Герой Советского Союза (1944).

## Биография
Николай Игнатьев родился 16 декабря 1917 года в деревне Горы (ныне — Кировский район Ленинградской области). После окончания семи классов неполной средней школы работал слесарем на ленинградском заводе «Красный гвоздильщик». В декабре 1938 года Игнатьев был призван на службу в Рабоче-крестьянскую Красную Армию. В 1940 году он окончил Чугуевскую военную авиационную школу пилотов, после чего остался в ней лётчиком-инструктором. С июля 1941 года — на фронтах Великой Отечественной войны. 28 июля 1941 года совершил воздушный таран, сбив немецкий бомбардировщик и сумев сесть на своём повреждённом самолёте на поле.
К сентябрю 1943 года капитан Николай Игнатьев был штурманом 728-го истребительного авиаполка 256-й истребительной авиадивизии 5-го истребительного авиакорпуса 2-й воздушной армии Воронежского фронта. К тому времени он совершил 365 боевых вылетов, принял участие в 63 воздушных боях, сбив 14 вражеских самолётов лично и ещё 13 — в составе группы.
Указом Президиума Верховного Совета СССР от 13 апреля 1944 года капитан Николай Игнатьев был удостоен высокого звания Героя Советского Союза с вручением ордена Ленина и медали «Золотая Звезда» за номером 2378.
Всего же за время своего участия в войне Игнатьев совершил 412 боевых вылетов, принял участие в 128 воздушных боях, сбив 22 вражеских самолёта лично и ещё 11 — в составе группы. Участник исторического Парада Победы 24 июня 1945 года в Москве на Красной площади. После окончания войны он продолжил службу в Советской Армии. Окончил Военно-воздушную академию. В июне 1969 года в звании полковника Игнатьев был уволен в запас. Проживал в Ленинграде. Скончался 4 августа 1994 года, похоронен на Красненьком кладбище Санкт-Петербурга.
Был также награждён тремя орденами Красного Знамени, двумя орденами Отечественной войны 1-й степени, орденом Красной Звезды, рядом медалей.